# Europäischer Filmpreis 2024

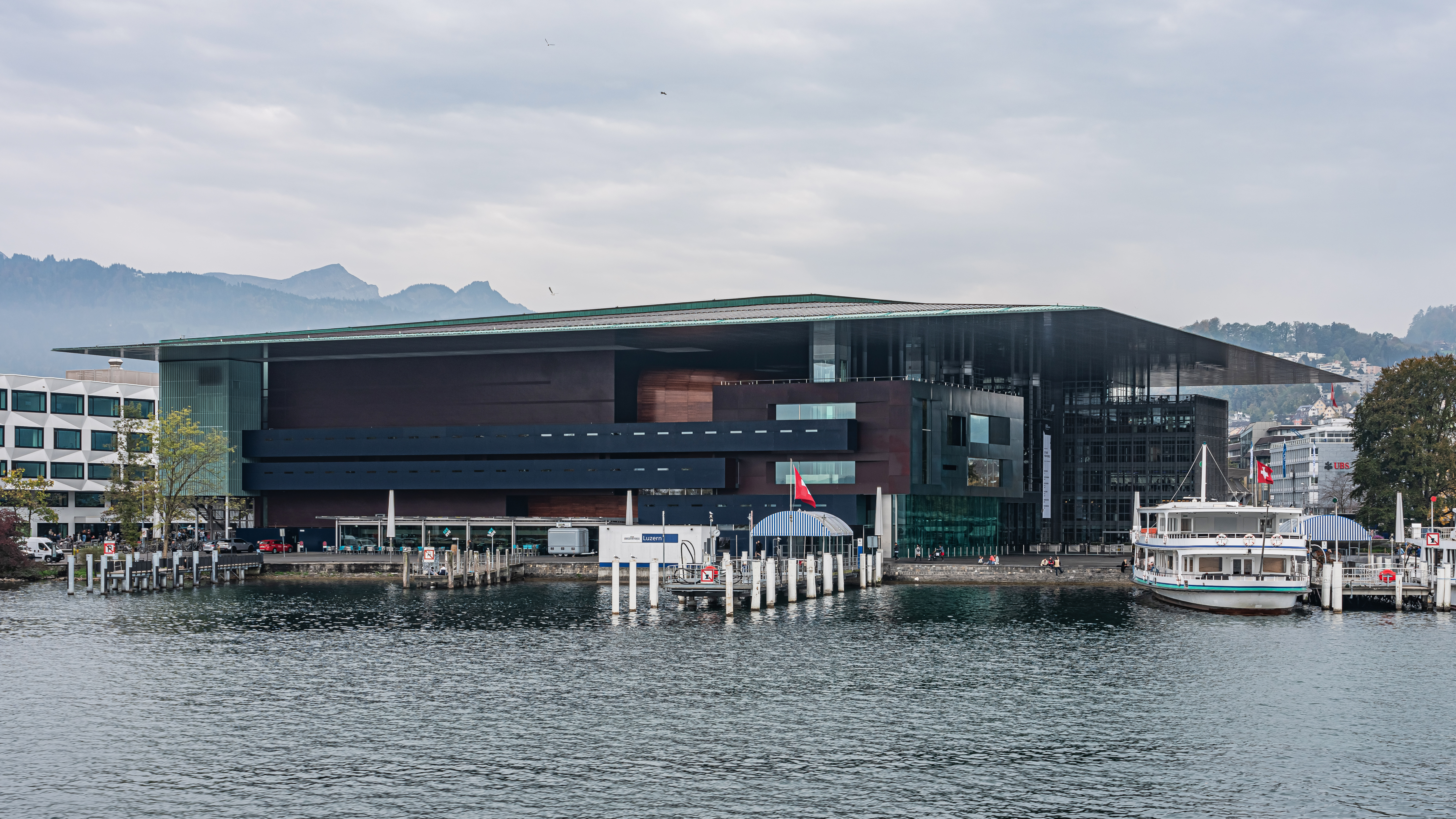
Das Kultur- und Kongresszentrum Luzern, Veranstaltungsort der Preisverleihung

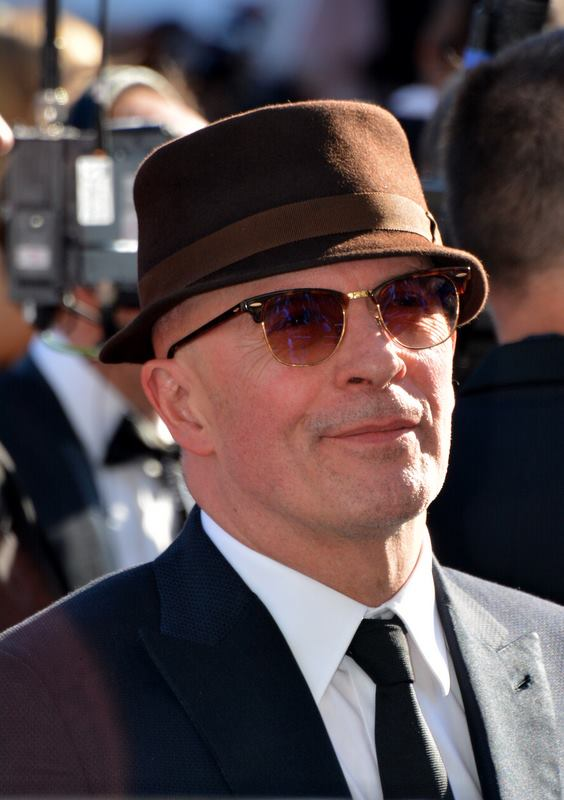
Jacques Audiard, Regisseur des preisgekrönten Films Emilia Pérez

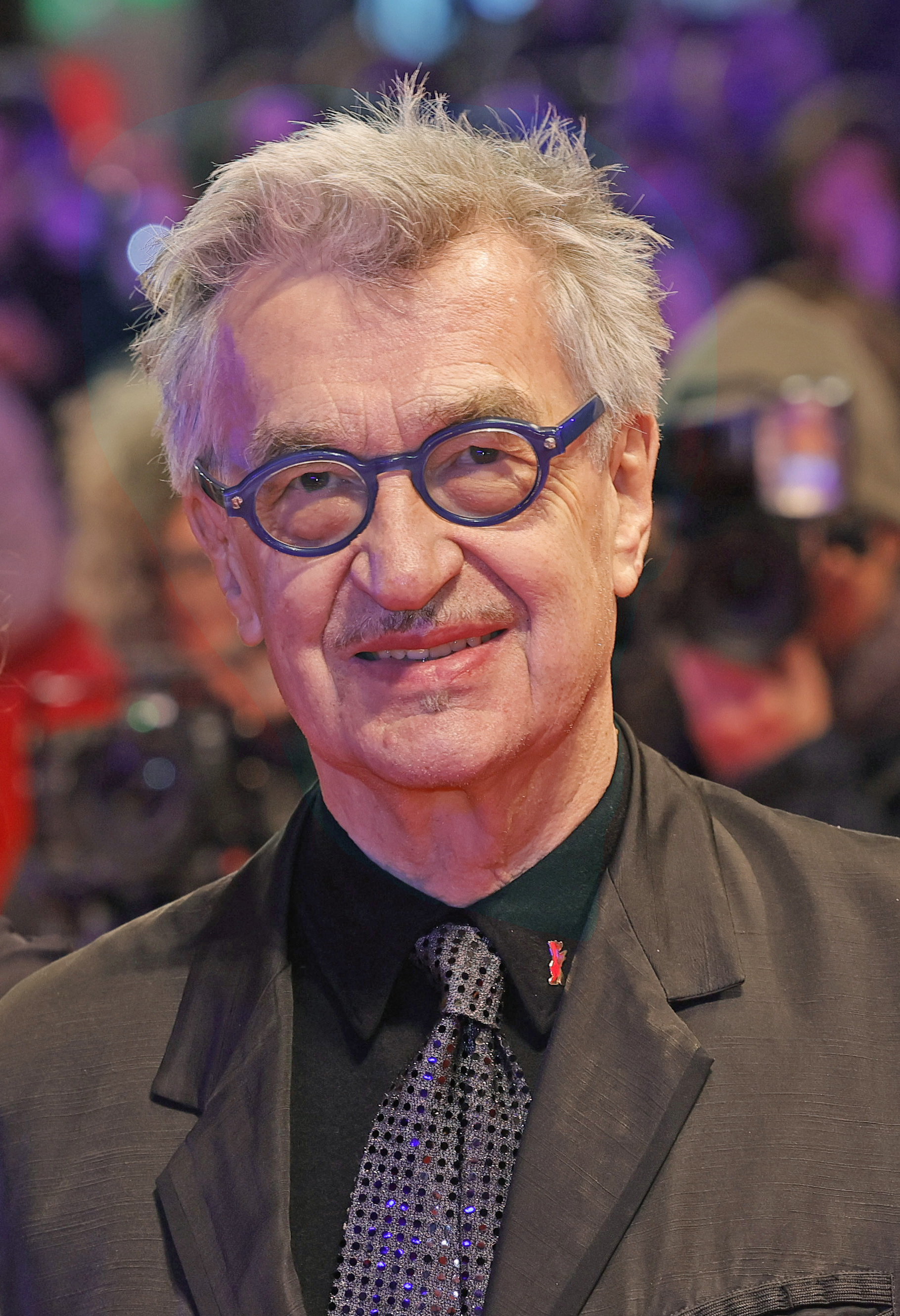
Diesjähriger Ehrenpreisträger: Wim Wenders

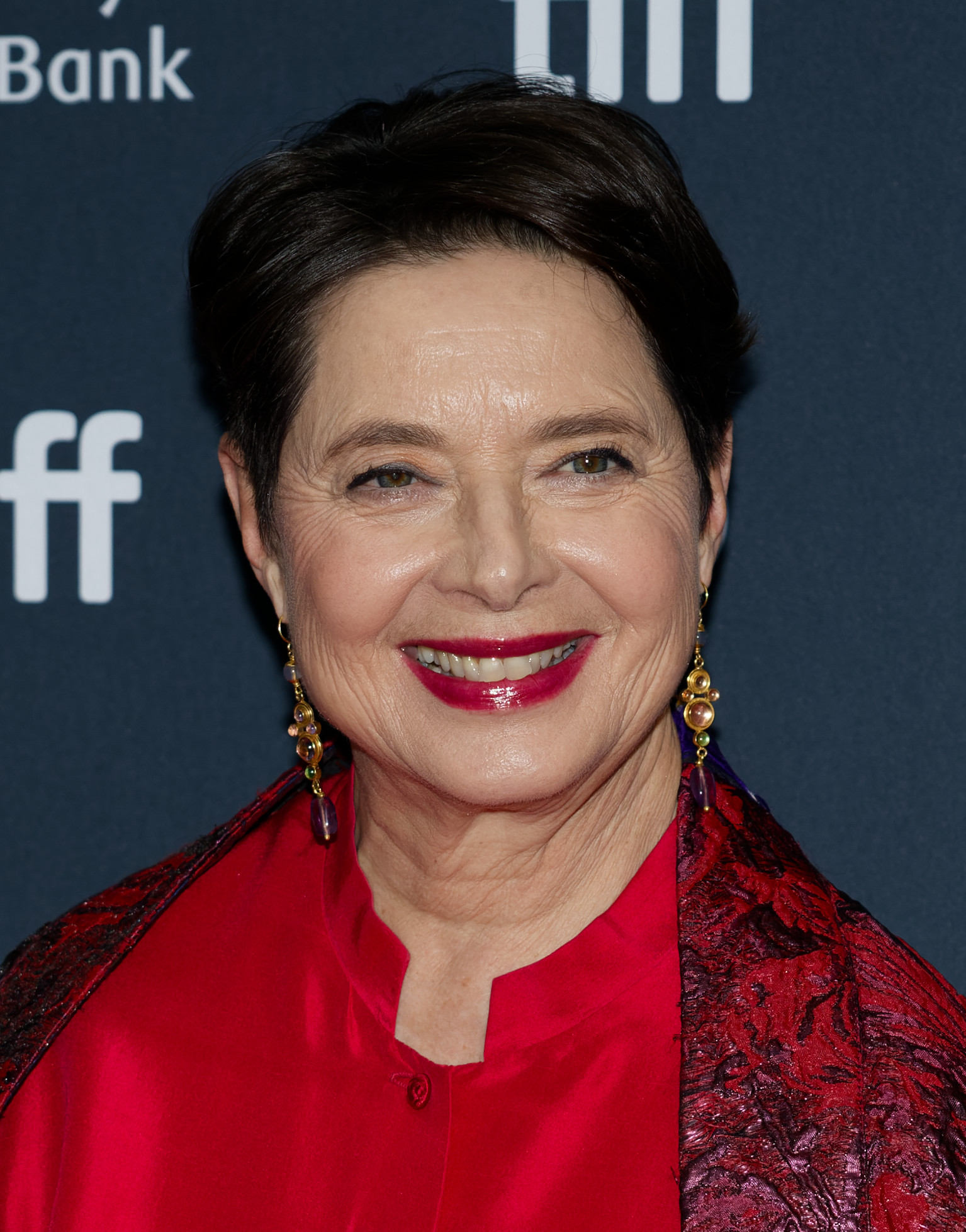
Isabella Rossellini – „Beste europäische Leistung im Weltkino“

Die 37. Verleihung des Europäischen Filmpreises (offizielle Bezeichnung: European Film Awards Lucerne 2024) fand am 7. Dezember 2024 in Luzern statt. Die Auszeichnung wurde von der über 5000 Mitglieder zählenden Europäischen Filmakademie (EFA) vergeben. Als Veranstaltungsort wurde das Kultur- und Kongresszentrum Luzern (KKL) ausgewählt. Als Moderator durch den Abend führte Fernando Tiberini.
Erfolgreichster Film wurde Emilia Pérez von Jacques Audiard, der in allen vier nominierten Hauptkategorien (Bester Film, Beste Regie, Beste Darstellerin – Karla Sofía Gascón, Bestes Drehbuch) siegreich war. Das Werk war vor der Verleihung bereits mit dem Jurypreis für den besten Besten Schnitt ausgezeichnet worden.
Der Preis für ein Lebenswerk wurde vorab dem deutschen Filmemacher Wim Wenders zuerkannt, Mitbegründer der Filmakademie und von 1996 bis 2020 deren Präsident. Der Schauspielerin Isabella Rossellini wurde die Auszeichnung für die „Beste europäische Leistung im Weltkino“ zuteil.

## Hintergrund
Die Preisverleihung mit circa 1200 Gästen fand erstmals in der Schweiz statt. Sie wurde in Zusammenarbeit mit der SRG SSR in ganz Europa live übertragen. Organisiert wurde die Veranstaltung von der Europäischen Filmakademie in Zusammenarbeit mit der Stadt und Kanton Luzern, dem Bundesamt für Kultur und der SRG SSR.
Das ganze Jahr 2024 machte ein Rahmenprogramm mit Filmvorführungen, Debatten und kulturellen Veranstaltungen auf das Schweizer und europäische Filmschaffen aufmerksam. Dabei handelte es sich um eine Initiative des Bundesamts für Kultur in Zusammenarbeit mit Swiss Films, Focal, dem Schweizerischen Filmarchiv sowie Kinos, Filmfestivals und Filmveranstaltern im ganzen Land.

## Preisträger und Nominierungen
| Film                              | N | A |
| --------------------------------- | - | - |
| Emilia Pérez                      | 4 | 4 |
| The Room Next Door                | 4 | 0 |
| Das Mädchen mit der Nadel         | 3 | 0 |
| Die Saat des heiligen Feigenbaums | 3 | 0 |
| Bird                              | 2 | 0 |
| Bye Bye Tiberias                  | 2 | 0 |
| Dahomey                           | 2 | 0 |
| Armand                            | 2 | 1 |
| Flow                              | 2 | 1 |
| Living Large                      | 2 | 0 |
| No Other Land                     | 2 | 1 |
| Sauvages                          | 2 | 0 |
| Soundtrack to a Coup d’Etat       | 2 | 0 |
| The Substance                     | 2 | 0 |
| Sultanas Traum                    | 2 | 0 |
| They Shot the Piano Player        | 2 | 0 |
| Vermiglio                         | 2 | 0 |
| W zawieszeniu (In Limbo)          | 2 | 0 |

Die Nominierten in den Hauptkategorien Film, Regie, Darstellerin, Darsteller, Drehbuch und Dokumentarfilm wurden am 5. November 2024 bekanntgegeben. Bereits vorab veröffentlicht wurden die Nominierungen für den besten Animationsfilm und Kurzfilm.

### Bester europäischer Film
Emilia Pérez – Spielfilm, Regie: Jacques Audiard; Produktion: Pascal Caucheteux, Jacques Audiard, Valérie Schermann, Anthony Vaccarello  
- nominiert:
  - Bye Bye Tiberias – Dokumentarfilm, Regie: Lina Soualem; Produktion: Jean-Marie Nizan, Guillaume Malandrin, Ossama Bawardi
  - Dahomey – Dokumentarfilm, Regie: Mati Diop; Produktion: Eve Robin, Judith Lou-Lévy, Mati Diop
  - Flow – Animationsfilm, Regie: Gints Zilbalodis; Produktion: Matīss Kaža, Gints Zilbalodis, Ron Dyens, Gregory Zalcman
  - Living Large – Animationsfilm, Regie: Kristina Dufková; Produktion: Matej Chlupacek, Agata Novinski, Marc Faye
  - No Other Land – Dokumentarfilm, Regie: Kristina Dufková; Produktion: Matej Chlupacek, Agata Novinski, Marc Faye
  - The Room Next Door – Spielfilm, Regie: Pedro Almodóvar; Produktion: Agustín Almodóvar, Esther García
  - Die Saat des heiligen Feigenbaums (Dane-ye anjir-e ma'abed) – Spielfilm, Regie: Mohammad Rasulof; Produktion: Mohammad Rasoulof, Amin Sadraei, Jean-Christophe Simon, Mani Tilgner, Rozita Hendijanian
  - Sauvages – Animationsfilm, Regie: Claude Barras; Produktion: Nicolas Burlet, Laurence Petit, Barbara Letellier, Carole Scotta, Vincent Tavier, Hugo Deghilage, Annemie Degryse, Olivier Glassey
  - Soundtrack to a Coup d’Etat – Dokumentarfilm, Regie: Johan Grimonprez; Produktion: Daan Milius, Rémi Grellety
  - The Substance – Spielfilm, Regie: Coralie Fargeat; Produktion: Coralie Fargeat, Tim Bevan, Eric Fellner
  - Sultanas Traum (Sultana's Dream) – Animationsfilm, Regie: Isabel Herguera; Produktion: Chelo Loureiro, Diego Herguera, Fabian Driehorst, Mariano Baratech & Iván Miñambres
  - They Shot the Piano Player – Animationsfilm, Regie: Fernando Trueba, Javier Mariscal; Produktion: Cristina Huete, Serge Lalou, Sophie Cabon, Bruno Felix, Janneke van de Kerkhoff, Femke Wolting, Humberto Santana
  - Vermiglio – Spielfilm, Regie: Maura Delpero; Produktion: Francesca Andreoli, Leonardo Guerra Seràgnoli, Santiago Fondevila Sancet, Maura Delpero
  - W zawieszeniu (In Limbo) – Dokumentarfilm, Regie: Alina Maksimenko; Produktion: Filip Marczewski

Im Sommer 2024 hatte der Vorstand der Europäischen Filmakademie die Regelung geändert, dass nur Spielfilme in der prestigeträchtigen Kategorie Bester Film Berücksichtigung finden. So wurden die bisher 5 nominierten Spielfilme um die jeweils 5 berücksichtigten Beiträge in den Kategorien Bester Dokumentarfilm und Bester Animationsfilm ergänzt. Daraufhin stieg die Anzahl der nominierten Beiträge auf 15 Filme an. Ziel dieser Regeländerung war es, die Leistungen und Beiträge von Dokumentarfilmen und Animationsfilmen gleichermaßen anzuerkennen, die zur großen Vielfalt der europäischen Kinokultur beitragen.

### Bester Erstlingsfilm („European Discovery – Prix FIPRESCI“)
Armand
- nominiert: 
  - Anul Nou care n-a fost
  - Hoard
  - Kneecap
  - Santosh
  - Toxic

### Bester Dokumentarfilm
No Other Land
- nominiert:
  - Bye Bye Tiberias
  - Dahomey
  - Soundtrack to a Coup d’Etat
  - W zawieszeniu (In Limbo)

### Bester Animationsfilm
Flow – Regie: Gints Zilbalodis
- nominiert:
  - Living Large – Regie: Kristina Dufková
  - Sauvages – Regie: Claude Barras
  - Sultanas Traum (Sultana's Dream) – Regie: Isabel Herguera
  - They Shot the Piano Player – Regie: Javier Mariscal und Fernando Trueba

### Bester Kurzfilm
Der Mann, der nicht schweigen wollte (Čovjek koji nije mogao šutjeti) – Regie: Nebojša Slijepčević 
- nominiert: 
  - 2720 – Regie: Basil da Cunha
  - Boucan (Clamor) – Regie: Salomé Da Souza
  - La fille qui explose (The Exploding Girl) – Regie: Caroline Poggi und Jonathan Vinel
  - Wander to Wonder – Regie: Nina Gantz

### Beste Regie
Jacques Audiard – Emilia Pérez
- nominiert:
  - Pedro Almodóvar – The Room Next Door
  - Andrea Arnold – Bird
  - Maura Delpero – Vermiglio
  - Mohammad Rasulof – Die Saat des heiligen Feigenbaums (Dane-ye anjir-e ma'abed)

### Beste Darstellerin
Karla Sofía Gascón – Emilia Pérez
- nominiert:
  - Trine Dyrholm – Das Mädchen mit der Nadel (Pigen med nålen)
  - Renate Reinsve – Armand
  - Vic Carmen Sonne – Das Mädchen mit der Nadel (Pigen med nålen)
  - Tilda Swinton – The Room Next Door

### Bester Darsteller
Abou Sangare – L’histoire de Souleymane
- nominiert
  - Daniel Craig – Queer
  - Lars Eidinger – Sterben
  - Ralph Fiennes – Konklave (Conclave)
  - Franz Rogowski – Bird

### Bestes Drehbuch
Jacques Audiard – Emilia Pérez
- nominiert:
  - Pedro Almodóvar – The Room Next Door
  - Coralie Fargeat – The Substance
  - Magnus von Horn, Line Langebek – Das Mädchen mit der Nadel (Pigen med nålen)
  - Mohammad Rasulof – Die Saat des heiligen Feigenbaums (Dane-ye anjir-e ma'abed)

## Jurypreise
Über die Gewinner der sogenannten „Exellence Awards“ entschied eine achtköpfige Sonderjury. Die Preisträger wurden am 13. November 2024 bekanntgegeben:
| Kategorie              | Preisträger |
| ---------------------- | --- |
| Beste Kamera           | Benjamin Kračun – The Substance                                                                                |
| Bester Schnitt         | Juliette Welfling – Emilia Pérez                                                                               |
| Bestes Szenenbild      | Jagna Dobesz – Das Mädchen mit der Nadel (Pigen med nålen)                                                     |
| Bestes Kostümbild      | Tanja Hausner – Des Teufels Bad                                                                                |
| Bestes Maskenbild      | Evalotte Oosterop – When The Light Breaks (Ljósbrot)                                                           |
| Beste Filmmusik        | Frederikke Hoffmeier – Das Mädchen mit der Nadel (Pigen med nålen)                                             |
| Bester Ton             | Marc-Olivier Brullé, Pierre Bariaud, Charlotte Butrak, Samuel Aïchoun, Rodrigo Diaz – L’histoire de Souleymane |
| Beste visuelle Effekte | Bryan Jones, Pierre Procoudine-Gorsky, Chervin Shafaghi, Guillaume Le Gouez – The Substance                    |

## Ehren- und Sonderpreise

### Ehrenpreise
- Preis für ein Lebenswerk: Wim Wenders[9]
- Beste europäische Leistung im Weltkino: Isabella Rossellini[10][11]
- Koproduzentenpreis – Prix Eurimages: Labina Mitevska, Filmproduzentin aus Nordmazedonien[12]

### Publikumspreise

#### European University Film Award
Drei Kilometer bis zum Ende der Welt (Trei kilometri până la capătul lumii)
- nominiert:
  - April
  - Armand
  - Kneecap
  - Mond

Beim gemeinsam von der Europäischen Filmakademie und vom Filmfest Hamburg gestifteten European University Film Award wurden die fünf aus den Auswahllisten für Spiel- und Dokumenterafilme nominierten Beiträge an 21 Universitäten in 21 europäischen Ländern gesichtet und diskutiert. Anfang Dezember nahm je ein studentischer Vertreter jeder Hochschule dreitägigen Beratung in Hamburg teil, um über den Gesamtsieger zu entscheiden. Der Gewinnerfilm wurde einen Tag vor der Preisverleihung bekanntgegeben.

#### European Young Audience Award
Das fantastische Leben des Ibelin
- nominiert:
  - Lars ist LOL (Lars er LOL)
  - Sieger sein

## Laudatoren
- Begrüßung: Juliette Binoche
- Regie: Marija Bakalowa
- Animationsfilm: Tom Blyth
- Kurzfilm: Yasmin Finney
- In Memoriam: Nubya (Gesang) und Mya Audrey (Klavier)
- European Young Audience Award: Jugendliche aus Bulgarien, Irland und Luxemburg
- Jurypreise („Exellence Awards“): Mike Downey
- Europäische Leistung im Weltkino: Ralph Fiennes
- Dokumentarfilm: Andrei Gnyot
- Drehbuch: Kacey Mottet Klein und Sunnyi Melles
- Preis für ein Lebenswerk: Juliette Binoche
- Erstlingsfilm: Lars Eidinger
- Koproduzentenpreis: Noomi Rapace
- Darsteller und Darstellerin: Irène Jacob und Zar Amir
- Film: Hiam Abbass

## Offizielle Auswahllisten

### Spielfilme
Die Auswahlliste der Spielfilme wurde in zwei Teilen vorgestellt. Der erste Teil mit 29 Beiträgen wurde Mitte August 2024 veröffentlicht, der zweite Teil mit 16 Produktionen folgte einen Monat später. Qualifizieren konnten sich europäische Spielfilme von europäischen Regisseuren, die zwischen dem 1. Juni 2023 und 31. Mai 2024 offiziell aufgeführt worden waren. In der Auswahl befanden sich unter anderem die offiziellen Oscar-Beiträge aus Deutschland, Irland, Italien und Österreich.
| Film                                                                            | Regie                               | Land (nach Angaben der EFA)                                              | Darsteller (Auswahl) |
| ------------------------------------------------------------------------------- | ----------------------------------- | ------------------------------------------------------------------------ | --- |
| Un amor                                                                         | Isabel Coixet                       | Spanien                                                                  | Laia Costa, Hovik Keuchkerian, Hugo Silva, Luis Bermejo, Ingrid García-Jonsson, Francesco Carril                                                        |
| Anul Nou care n-a fost (The New Year That Never Came)                           | Bogdan Mureșanu                     | Rumänien, Serbien                                                        | Adrian Vancică, Emilia Dobrin, Nicoleta Hâncu, Mihai Călin, Iulian Postelnicu, Andrei Miercure, Vlad Ionuț Popescu, Ioana Flora, Ion Sapdaru, Ada Galeș |
| April (აპრილი)                                                                  | Déa Kulumbegashvili                 | Georgien, Frankreich, Italien                                            | Ia Suchitaschwili, Kacha Kinzuraschwili, Merab Ninidze                                                                                                  |
| Arcadia                                                                         | Yorgos Zois                         | Griechenland, Bulgarien                                                  | Vangelis Mourikis, Angeliki Papoulia, Nikolas Papagiannis, Elena Topalidou                                                                              |
| Armand                                                                          | Halfdan Ullmann Tøndel              | Norwegen, Niederlande, Deutschland, Schweden                             | Renate Reinsve, Ellen Dorrit Petersen |
| Bird                                                                            | Andrea Arnold                       | Vereinigtes Königreich, Frankreich                                       | Nykiya Adams, Barry Keoghan, Franz Rogowski |
| Biru Unjárga (My Fathers' Daughter)                                             | Egil Pedersen                       | Norwegen, Schweden, Finnland                                             | Sarah Olaussen Eira |
| O corno (The Rye Horn)                                                          | Jaione Camborda                     | Spanien, Portugal, Belgien                                               | Janet Novás, Siobhan Fernandes, Carla Rivas, Julia Gómez, Nuria Lestegás, Diego Anido                                                                   |
| Crossing: Auf der Suche nach Tekla                                              | Levan Akin                          | Schweden, Frankreich, Dänemark, Türkei, Georgien                         | Mzia Arabuli, Lucas Kankava, Deniz Dumanlı |
| Elfogy a levegő (Without Air)                                                   | Katalin Moldovai                    | Ungarn, Rumänien                                                         | Ágnes Krasznahorkai, Soma Sándor, Tünde Skovrán, Áron Dimény                                                                                            |
| Emilia Pérez                                                                    | Jacques Audiard                     | Frankreich                                                               | Zoe Saldana, Karla Sofía Gascón, Selena Gomez, Adriana Paz, Édgar Ramírez, Mark Ivanir                                                                  |
| The End                                                                         | Joshua Oppenheimer                  | Dänemark, Deutschland, Irland, Italien, Vereinigtes Königreich, Schweden | Tilda Swinton, George MacKay, Moses Ingram, Michael Shannon, Bronagh Gallagher, Tim McInnerny, Lennie James, Danielle Ryan                              |
| Der Graf von Monte Christo (Le Comte de Monte-Cristo)                           | Alexandre De La, Matthieu Delaporte | Frankreich                                                               | Pierre Niney, Anaïs Demoustier, Bastien Bouillon, Laurent Lafitte, Anamaria Vartolomei, Julien de Saint-Jean, Pierfrancesco Favino                      |
| Grand Tour                                                                      | Miguel Gomes                        | Portugal, Italien, Frankreich                                            | Gonçalo Waddington, Crista Alfaiate |
| Hard Truths                                                                     | Mike Leigh                          | Vereinigtes Königreich, Spanien                                          | Marianne Jean-Baptiste, Michele Austin, Tuwaine Barrett, David Webber                                                                                   |
| Harvest                                                                         | Athina Rachel Tsangari              | Vereinigtes Königreich, Deutschland, Griechenland, Frankreich, USA       | Caleb Landry Jones, Harry Melling, Rosy McEwen, Arinzé Kene, Thalissa Teixeira, Frank Dillane                                                           |
| Hayat (Life)                                                                    | Zeki Demirkubuz                     | Türkei, Bulgarien                                                        | Tülin Özen, Oğulcan Arman Uslu, Gülçin Kültür Şahin, Vedat Erincin, Erdem Şenocak                                                                       |
| Hesitation Wound (Tereddüt Çizgisi)                                             | Selman Nacar                        | Türkei, Spanien, Frankreich, Rumänien                                    | Miray Daner, Burak Dakak, Umut Kurt, Cem Davran, Osman Alkaş, Melis Birkan, Doğu Demirkol, Seyit Nizam Yılmaz                                           |
| L’histoire de Souleymane (Souleymane’s Story)                                   | Boris Lojkine                       | Frankreich                                                               | Abou Sangare, Nina Meurisse, Alpha Oumar Sow |
| Julie bleibt still (Julie Keeps Quiet)                                          | Leonardo Van Dijl                   | Belgien, Schweden                                                        | Tessa Van den Broeck, Ruth Becquart, Koen De Bouw, Pierre Gervais, Claire Bodson, Laurent Caron                                                         |
| Kinds of Kindness                                                               | Giorgos Lanthimos                   | Vereinigtes Königreich, USA                                              | Emma Stone, Jesse Plemons, Willem Dafoe, Margaret Qualley, Hong Chau, Joe Alwyn, Mamoudou Athie                                                         |
| Kneecap                                                                         | Rich Peppiatt                       | Irland, Vereinigtes Königreich                                           | JJ Ó Dochartaigh, Naoise Ó Cairealláin, Liam Óg Ó Hannaidh, Michael Fassbender, Josie Walker, Simone Kirby, Jessica Reynolds, Fionnuala Flaherty        |
| Konklave (Conclave)                                                             | Edward Berger                       | Vereinigtes Königreich, USA                                              | Ralph Fiennes, Stanley Tucci, John Lithgow, Lucian Msamati, Sergio Castellitto, Carlos Diehz, Isabella Rossellini                                       |
| Miséricorde (Misericordia)                                                      | Alain Guiraudie                     | Frankreich, Spanien, Portugal                                            | Félix Kysyl, Catherine Frot, Jacques Develay, Jean-Baptiste Durand, David Ayala                                                                         |
| Misericordia                                                                    | Emma Dante                          | Italien                                                                  | Simone Zambelli, Simona Malato, Milena Catalano, Tiziana Cuticchio, Fabrizio Ferracane, Carmine Maringola                                               |
| Mond                                                                            | Kurdwin Ayub                        | Österreich                                                               | Florentina Holzinger |
| Morgen ist auch noch ein Tag (C’è ancora domani)                                | Paola Cortellesi                    | Italien                                                                  | Paola Cortellesi, Valerio Mastandrea, Emanuela Fanelli, Romana Maggiora Vergano, Giorgio Colangeli, Francesco Centorame, Vinicio Marchioni              |
| Mr. K                                                                           | Tallulah Hazekamp Schwab            | Niederlande, Belgien                                                     | Crispin Glover, Sunnyi Melles, Bjørn Sundquist, Fionnula Flanagan, Dearbhla Molloy, Barbara Sarafian, Jan Gunnar Røise, Esmée van Kampen, Sam Louwyck   |
| Nähtamatu võitlus (The Invisible Fight)                                         | Rainer Sarnet                       | Estland, Griechenland, Lettland, Finnland                                | Ursel Tilk, Ester Kuntu, Kaarel Pogga, Indrek Sammul |
| Pigen med nålen (The Girl with the Needle)                                      | Magnus von Horn                     | Dänemark, Polen, Schweden                                                | Vic Carmen Sonne, Trine Dyrholm, Besir Zeciri, Joachim Fjelstrup                                                                                        |
| Queer                                                                           | Luca Guadagnino                     | Italien, USA                                                             | Daniel Craig, Drew Starkey, Jason Schwartzman, Lesley Manville, Michael Borremans, Andra Ursuta                                                         |
| The Room Next Door                                                              | Pedro Almodóvar                     | Spanien                                                                  | Tilda Swinton, Julianne Moore, John Turturro, Alessandro Nivola, Juan Diego Botto                                                                       |
| Die Saat des heiligen Feigenbaums (The Seed of the Sacred Fig)                  | Mohammad Rasulof                    | Iran, Deutschland, Frankreich                                            | Missagh Zareh, Soheila Golestani, Mahsa Rostami, Setareh Maleki, Niousha Akhshi                                                                         |
| The Shameless                                                                   | Konstantin Bojanov                  | Schweiz, Bulgarien, Frankreich, Taiwan, Indien                           | Anasuya Sengupta, Omara, Auroshikha Dey, Rohit Kokate, Kiran Bhivagade, Tanmay Dhanania, Mita Vashisht                                                  |
| Der Spatz im Kamin                                                              | Ramon Zürcher                       | Schweiz                                                                  | Maren Eggert, Britta Hammelstein, Luise Heyer, Lea Zoë Voss, Andreas Döhler, Paula Schindler, Milian Zerzawy, Ilja Bultmann                             |
| Sterben                                                                         | Matthias Glasner                    | Deutschland                                                              | Lars Eidinger, Corinna Harfouch, Robert Gwisdek |
| The Substance                                                                   | Coralie Fargeat                     | Vereinigtes Königreich, USA, Frankreich                                  | Demi Moore, Margaret Qualley, Hugo Diego Garcia |
| Des Teufels Bad (The Devil’s Bath)                                              | Veronika Franz, Severin Fiala       | Österreich, Deutschland                                                  | Anja Plaschg, David Scheid, Maria Hofstätter |
| Toxic (Akiplėša)                                                                | Saulė Bliuvaitė                     | Litauen                                                                  | Ieva Rupeikaite, Vesta Matulyte, Giedrius Savickas, Vilma Raubaite, Egle Gabrenaite                                                                     |
| Trei kilometri până la capătul lumii (Three Kilometres to the End of the World) | Emanuel Parvu                       | Rumänien                                                                 | Ciprian Chiujdea, Bogdan Dumitrache, Laura Vasiliu |
| Vermiglio                                                                       | Maura Delpero                       | Italien, Frankreich, Belgien                                             | Martina Scrinzi, Tommaso Ragno, Giuseppe De Domenico, Roberta Rovelli, Rachele Potrich, Anna Thaler, Carlotta Gamba, Orietta Notari                     |
| The Village Next to Paradise                                                    | Mo Harawe                           | Österreich, Deutschland, Frankreich, Somalia                             | Ahmed Ali Farah, Ahmed Mohamud Saleban, Anab Ahmed Ibrahim                                                                                              |
| Volveréis – Ein fast klassischer Liebesfilm (Volveréis)                         | Jonás Trueba                        | Spanien, Frankreich                                                      | Itsaso Arana, Vito Sanz, Fernando Trueba, Andrés Gertrudix                                                                                              |
| When The Light Breaks (Ljósbrot)                                                | Rúnar Rúnarsson                     | Island, Niederlande, Kroatien, Frankreich                                | Elín Hall, Katla Njálsdóttir, Mikael Kaaber |
| Windless (Безветрие)                                                            | Pavel G. Vesnakov                   | Bulgarien, Italien                                                       | Ognyan Pavlov, Veselin Petrov |

### Dokumentarfilme
In der Kategorie Bester Dokumentarfilm gelangten 12 Produktionen in die Vorauswahl, zwei weniger als im Vorjahr. Ein europäisches Expertenkomitee stellte die Liste zusammen.
| Film                                                             | Regie                                                 | Land                                  |
| ---------------------------------------------------------------- | ----------------------------------------------------- | ------------------------------------- |
| Averroès & Rosa Parks (At Averroès & Rosa Parks)                 | Nicolas Philibert                                     | Frankreich                            |
| Bye Bye Tiberias (Bye Bye Tibériade)                             | Lina Soualem                                          | Frankreich, Belgien, Palästina, Qatar |
| Dahomey                                                          | Mati Diop                                             | Frankreich, Senegal, Benin            |
| Direct Action                                                    | Guillaume Cailleau, Ben Russell                       | Deutschland, Frankreich               |
| Kék Pelikan (Pelikan Blue)                                       | László Csáki                                          | Ungarn                                |
| The Landscape and the Fury                                       | Nicole Vögele                                         | Schweiz                               |
| Les mots qu’elles eurent un jour (The Words Women Spoke One Day) | Raphaël Pillosio                                      | Frankreich                            |
| Marching in the Dark                                             | Kinshuk Surjan                                        | Belgien, Niederlande, Indien          |
| No Other Land                                                    | Basel Adra, Hamdan Ballal, Yuval Abraham, Rachel Szor | Palästina, Norwegen                   |
| Sayyareye dozdide shodeye man (My Stolen Planet)                 | Farahnaz Sharifi                                      | Deutschland, Iran                     |
| Soundtrack to a Coup d’Etat                                      | Johan Grimonprez                                      | Frankreich, Belgien, Niederlande      |
| W zawieszeniu (In Limbo)                                         | Alina Maksimenko                                      | Polen                                 |

### Kurzfilme
In der Kategorie Bester Kurzfilm gelangten 28 auf europäischen Filmfestivals ausgewählte Produktionen in die Vorauswahl, darunter Spiel-, Dokumentar-, Animations- und Experimentalfilme.
| Film (Auswahl)                                                                              | Regie                   | Land                                                     | Länge (in min.) | Nominierung (Festival) |
| ------------------------------------------------------------------------------------------- | ----------------------- | -------------------------------------------------------- | --------------- | ---------------------- |
| 2720                                                                                        | Basil da Cunha          | Portugal, Schweiz                                        | 25’             | Clermont-Ferrand       |
| 3350 KM                                                                                     | Sara Kontar             | Frankreich, Syrien                                       | 13’             | Hamburg                |
| Aerolin (ΑΕΡΟΛΙΝ)                                                                           | Alexis Koukias-Pantelis | Griechenland                                             | 20’             | Zypern                 |
| Boucan (Clamor)                                                                             | Salomé Da Souza         | Frankreich                                               | 25’             | Oberhausen             |
| Čovjek koji nije mogao šutjeti (The Man Who Could Not Remain Silent)                        | Nebojša Slijepčević     | Kroatien, Frankreich, Bulgarien, Slowenien               | 14’             | Cannes                 |
| Dildotectonics                                                                              | Tomás Paula Marques     | Portugal                                                 | 15’             | Winterthur             |
| Et si le soleil plongeait dans l'océan de nues (If the Sun Drowned Into an Ocean of Clouds) | Wissam Charaf           | Frankreich, Libanon                                      | 30’             | Cork                   |
| A Kind of Testament                                                                         | Stephen Vuillemin       | Frankreich                                               | 16’             | Tallinn                |
| Leikkejä eläville (In The Midst Of Chaos There Was Shape)                                   | Saarlotta Virri         | Finnland                                                 | 17’             | Riga                   |
| Le mal des ardents (Ardent Other)                                                           | Alice Brygo             | Frankreich                                               | 16’             | Valladolid             |
| An Orange from Jaffa                                                                        | Mohammed Almughanni     | Frankreich, Polen                                        | 27’             | Krakau                 |
| Out of the Blue                                                                             | Morgane Frund           | Schweiz                                                  | 15’             | Nijmegen               |
| Pacific Vein                                                                                | Ulu Braun               | Deutschland                                              | 12’             | Wien                   |
| Radije bih bila kamen (I Would Rather Be a Stone)                                           | Ana Hušman              | Kroatien                                                 | 24’             | Rotterdam              |
| That’s All from Me                                                                          | Eva Könnemann           | Deutschland                                              | 23’             | Berlin                 |
| En undersøgelse af empati (Study of Empathy)                                                | Hilke Rönnfeldt         | Dänemark, Deutschland                                    | 15’             | Löwen                  |
| Valerija                                                                                    | Sara Jurinčić           | Kroatien                                                 | 16’             | Bilbao                 |
| The Veiled City                                                                             | Natalie Cubides-Brady   | Vereinigtes Königreich                                   | 13’             | Uppsala                |
| Wander to Wonder                                                                            | Nina Gantz              | Niederlande, Frankreich, Belgien, Vereinigtes Königreich | 14’             | Tampere                |